# Fritz Köster
Fritz Köster   (Rodenberg, 2 de febrer de 1855 - 1934) va ser un anarquista editor i sindicalista alemany.

## Biografia
Köster fou un activista del Partit Socialdemòcrata d'Alemanya (SPD) a partir de la dècada de 1880. Es va traslladar a Groß Ottersleben, a prop de Magdeburg, on va participar en el moviment socialista, que era il·legal en aquell moment a causa de les lleis anti-socialistes, i va ser un líder en el sindicat de la ciutat. Per aquestes activitats va ser condemnat a presó diverses vegades, especialment el 1886 durant tres mesos per difamació, i el 1887 durant divuit mesos per a la difusió de literatura il·legal. Després de la derogació de les lleis contra els socialistes el 1890, va formar part de l'oposició d'extrema esquerra coneguda com a Die Jungen a l'SPD, com el delegat de Wanzleben en la convenció del partit. En el mateix any, es va convertir en editor de la Magdeburg Volkstimme. Els seus articles d'aquest diari van donar lloc a diverses condemnes, que va evitar fugint a Suïssa. A Zuric, es va unir a l'Associació de Socialistes Independents fundada pels membres de Die Jungen, que van ser expulsats de l'SPD. Va militar en diversos sindicats i en el moviment anarquista suís durant tota la dècada de 1890. Els informes de la policia en deien el “líder dels anarquistes de Zuric". Va tornar a Groß Ottersleben el gener de 1910, quan ja no podia ser castigat pels seus crims degut a la llei de prescripció. Pressionat per amics seus, Köster es va reincorporar a l'SPD i amb Gustav Landauer va tractar de convèncer els treballadors rurals d'unir-se al moviment anarquista. Aviat, va liderar una vaga de treballadors agrícoles. El juny de 1910, havia de ser expulsat de l'SPD juntament amb altres anarquistes, però va deixar el partit abans. El 1911, es va traslladar a Berlín, on va començar a treballar per al periòdic setmanal de Die Tribüne. En el mateix any va esdevenir el redactor en cap de Der Pionier, l'òrgan teòric del sindicalisme de l'Associació Lliure de Sindicats Alemanys (FVdG), però el 1912, després d'haver passat tres mesos en diferents presons, va deixar aquest càrrec i es va traslladar a Dresden. Després es va convertir en un líder del sindicat de treballadors de la construcció de Dresden i va viatjar a Alemanya com un professor. El 1920, es va convertir en membre de la Comissió de Negocis de l'FVdG de l'organització de seguiment del Sindicat Lliure de Treballadors d'Alemanya (FAUD). També va col·laborar a Der Syndikalist, òrgan de la FAUD, i Die Schöpfung. L'esposa de Köster, Aimée col·laborà a la revista dirigida a les dones sindicalistes Die schaffende Frau i va ser membre de la Federació de Dones Sindicalistes (SFB).